# Апорії Зенона

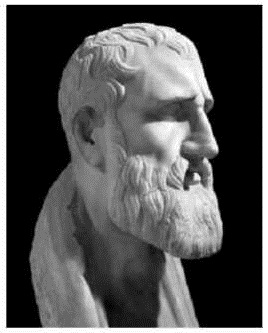
«Єдине» не може мати величину, так як маючи її, воно б ділилось і стало б множинністю, а множинність не може бути «єдиним»

Апорі́ї Зено́на — зовні парадоксальні міркування на тему про рух і множинність, автором яких є учень Парменіда, давньогрецький філософ Зенон Елейський (VI століття до н. е.). Свідчень про його життя й характер майже не залишилось. Левову частку свого філософування він відводив полеміці, відстоюванню істин, які вважав незаперечними. Захищаючи й обґрунтовуючи погляди свого вчителя й наставника Парменіда, Зенон заперечував «мислимість» чуттєвого буття множинності речей та їхнього руху. Уперше застосувавши доказ, як спосіб мислення, як пізнавальний прийом, Зенон прагнув показати, що множинність і рух не можуть мислитися без суперечності (і це йому цілком вдалося), тому множинність та рух не суть буття, а — єдине й непорушне.
Метод Зенона — це метод не прямого доказу, а метод «від супротивного». Мислитель спростовував або зводив до абсурду тезу, протилежну первісній, дотримуючись одного з основних законів — закону вилучення третього, введеного Парменідом. Така ж суперечка, де за допомогою заперечень ставлять супротивника у скрутне становище і спростовують його кут зору, — прообраз діалогу, прообраз суб'єктивної діалектики. Такий же метод широко застосовували софісти.
Назву славнозвісного винаходу Зенона — апорія — перекладають із давньогрецької як нерозв'язне (буквально: те, що не має виходу, безвихідне). Зенон — творець понад сорока апорій, певних фундаментальних трудів, що, за його задумом, мають підтвердити правильність учення Парменіда про буття світу як єдиного і як єдиної здатності розуму знаходити «єдине» буквально на кожному кроці, критикуючи звичайні, суто множинні уявлення про світ. Досить влучна апорія, що нагадує парадокс Парменіда, є положення, в якому піддано критиці суто множинні уявлення про буття: «якщо сутнє множинне, то одночасно має бути великим і малим, причому великим до безмежності та малим до зникнення».

## Елеати
Основоположником елейської школи (м. Елея на півдні Італії) був Ксенофан — один із перших раціоналістичних критиків міфологічного світогляду. Але слава Елея пов'язана з іменами Парменіда й Зенона. Парменід і його послідовники переконливо показали, що результатом людського пізнання є не одна, а дві різні картини світу — чуттєве сприйняття дає одну картину світу, а розум — іншу, причому ці картини світу можуть бути принципово протилежними.
Елеати вважали, що з двох картин світу справжньою є та, котра осягається розумом. Першооснова світу — буття як таке — є для них абстрактно-філософською категорією. Елеатівське буття — це специфічний теоретичний об'єкт, предмет філософського й ніякого іншого пізнання. На думку елеатів, такий об'єкт (буття) ніколи не виникав, не може зникнути, він цілісний — єдиний, нерухомий, завершений і досконалий. А найголовнішим є те, що буття осягається тільки розумом і в жодному випадку не чуттєво. За Парменідом, є два шляхи пізнання — «шлях істини» й «шлях думки». Шлях істини це пізнання єдиного буття за допомогою розуму, виділення його з нескінченної якісної різноманітності речей, що є небуттям. Шлях істини — це відділення буття від небуття. Шлях уявлення — це пізнання образів на рівні чуттєвого сприйняття, що не дає знання буття, а тільки рухається на рівні поверхневих властивостей речей, на рівні явища, небуття. Шлях уявлення — це шлях не філософського, хибного пізнання.

## Апорії про рух
Ці Апорії дістали назву «Дихотомія» (ділення на два), «Ахілл і черепаха», «Стріла».

### Дихотомія

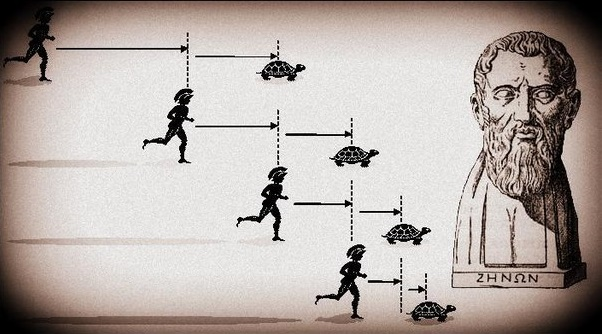
Апорія про рух «Ахілл і черепаха»

Суть першої з них у тому, що рух не може початися, адже для того, щоб пройти хоч би малу відстань, той, що рухається, повинен здолати її половину. Але ще перед тим він повинен здолати половину цієї половини. Проте раніше він повинен просунутися на половину відстані попередньої половини — і так до нескінченності. Отже, він взагалі не може рушити з місця.

### Ахілл і черепаха
У другій Апорії Ахілл, відомий серед героїв швидкістю свого бігу, змагається з черепахою. Вони стартують одночасно, але при цьому точка, звідки починає рух черепаха, знаходиться трохи попереду місця старту Ахілла. Бігун швидко долає відстань до точки, звідки починала шлях черепаха, але за цей час неспішна тварина все-таки встигла проповзти ще трішки вперед. Ахілл нестримно долає і цю малу відстань, але черепаха знову устигає відповзти трохи вперед. Ахілл знову переноситься в місце, де знаходилася черепаха, але та знову здолала деяку частину шляху. І так триває до нескінченності: Ахілл усе ближче до черепахи, але ніколи не може її не лише перегнати, але навіть наздогнати. Сенс перших двох апорій полягає в тому, що якщо простір ділимо до нескінченності, то рух нездійсненний.

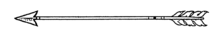
Апорія про рух «Стріла»

### Стріла
Третя Апорія — «Стріла», показує, що рух неможливий і при запереченні нескінченної подільності простору, тобто при його представленні у вигляді суми неділимих місць. Подивіться на стрілу, що летить, — пропонує Зенон. Вона завжди займає рівне собі місце, тобто покоїться в ньому. І так в кожен момент польоту стріли вона знаходиться в місці, в якому покоїться. Отже, скільки вона летить — стільки нерухома. Адже рух не може утворитися з суми станів спокою.
Вищенаведені апорії Зенона стосувалися застосування поняття нескінченності до руху, простору і часу. В інших апоріях Зенон демонструє інші, загальніші аспекти нескінченності. Однак, на відміну від трьох знаменитих апорій про фізичний рух, інші апорії викладені менш зрозуміло і стосуються переважно чисто математичних або загально філософських аспектів. З появою математичної теорії нескінченних множин інтерес до них суттєво впав.

## Історичне значення апорій Зенона
Апорії Зенона викликали стільки суперечок в античній науці, як, напевно, жодне інше твердження. Пройшли тисячі років. Протягом багатьох століть студенти всього світу успішно спростовують Зенона на іспитах на вимогу своїх професорів. І все-таки навіть сьогодні, на думку видатних математиків і філософів, апорії Зенона спростовуються не повністю, не на всі сто відсотків. На дев'яносто дев'ять спростувати їх неважко. Але, покопирсавшись, ви виявляєте, що саме в цьому нещасному одному відсотку і міститься вся сіль. І нові труднощі постають перед математиками, нові суперечності народжують нові знання вже на новому, вищому рівні.
Справді, в основі розвитку європейської науки лежить ідея логічного обґрунтування й доказу, сама можливість і необхідність якого вперше повністю усвідомлена і оспівана Парменідом у славетній поемі «Про природу». Тут вперше — і це якісно новий та істотний крок вперед у порівнянні з давньосхідною філософією — відокремлено чуттєве пізнання від логічного. Чуттєве знання розцінюється як думка (гадка), поверхнева й хибна, істиннім же визнавалося логічне знання. Без Парменіда й Зенона неможливо формування Евкліда та Архімеда. Ось чому істинним творцем учення про логос вважається Парменід, який майже ніколи не користувався таким поняттям. Парменіду належать також і найважливіші принципи логічного пізнання:
- Ніщо не виникає із нічого;
- Метод доказу від супротивного;
- Доказ шляхом зведення до абсурду;
- Відкриття закону вилучення третього, а також відкриття закону тотожності, закону суперечності.

«Зенон розкрив протиріччя, в які впадає мислення при спробі осягнути нескінченне в поняттях. Його апорії — це перші парадокси, що виникли у зв'язку з поняттям нескінченного». Чітке розрізнення потенційної та актуальної нескінченності в Аристотеля — багато в чому результат осмислення зеноновських апорій.